# Sparkasse Oberpfalz Nord
Die Sparkasse Oberpfalz Nord ist ein öffentlich-rechtliches Kreditinstitut mit Sitz in Weiden in Bayern. 

## Organisationsstruktur
Die Sparkasse Oberpfalz Nord ist eine Anstalt des öffentlichen Rechts. Rechtsgrundlagen sind das Sparkassengesetz, die bayerische Sparkassenordnung und die durch den Träger der Sparkasse erlassene Satzung. Sie ist Mitglied im Bayerischen Sparkassenverband. Organe der Sparkasse sind der Vorstand und der Verwaltungsrat.

## Geschäftszahlen
Die Sparkasse Oberpfalz Nord betreibt als Sparkasse das Universalbankgeschäft. Die Sparkasse Oberpfalz Nord wies im Geschäftsjahr 2023 eine Bilanzsumme von 1,898 Mrd. Euro aus und verfügte über Kundeneinlagen von 1,539 Mrd. Euro. Gemäß der Sparkassenrangliste 2023 liegt sie nach Bilanzsumme auf Rang 242. Sie unterhält 23 Filialen/Selbstbedienungsstandorte und beschäftigt 325 Mitarbeiter.

## Sparkassen-Finanzgruppe
Die Sparkasse Oberpfalz Nord ist Teil der Sparkassen-Finanzgruppe. Die Sparkasse vermittelt daher, z. B. Bausparverträge der LBS, Investmentfonds der Deka und Versicherungen der Versicherungskammer Bayern.

## Bereich
Das Geschäftsgebiet der Sparkasse Oberpfalz Nord umfasst die bayerische kreisfreie Stadt Weiden in der Oberpfalz und den Landkreis Tirschenreuth (ohne den Erbendorfer Raum, der zum Gebiet der Vereinigten Sparkassen Eschenbach i.d.OPf. Neustadt a.d.Waldnaab Vohenstrauß gehört).